# Ciara Watling
Pour les articles homonymes, voir Watling.
Ciara Watling, née le 18 août 1992 à Sidcup au Royaume-Uni, est une footballeuse internationale nord-irlandaise. Elle joue au poste de milieu de terrain.

## Biographie

### En club
Née à Sidcup, Watling rejoint Charlton Athletic à l'âge de 15 ans après un essai réussi sur recommandation de Keith Boanas, où elle est nommée Joueuse de la saison de l'académie dès sa première saison.
Après une saison avec l'équipe première de Charlton Athletic, Watling est prêtée à Millwall avant d'y être transférée définitivement. Pendant la saison 2013-2014, Watling est capitaine de l'équipe réserve. La milieu de terrain fait ses débuts en équipe première en tant que remplaçante contre les London Bees en FA Women's League Cup en mai 2014 (match nul 0-0). Elle est titularisée pour la première fois deux mois plus tard contre Watford (victoire 2-1).
Lors du mercato de mi-saison de la FA WSL 2016, la nord-irlandaise quitte Millwall d'un commun accord avant de signer à Crystal Palace pour la saison 2016-2017. Watling retourne à Charlton Athletic le 15 janvier 2020.
En août 2021, Watling signe pour Southampton en FA Women's National League.

### En équipe nationale
Watling fait ses débuts en équipe nationale le 24 octobre 2015 contre la Géorgie lors des éliminatoires de l'Euro 2017 (victoire 0-3) au Stade Mikheil-Meskhi de Tbilissi.
Elle participe aux barrages de l'Euro 2022 contre l'Ukraine. L'Irlande du Nord s'impose 4-1 sur l'ensemble des deux matchs, qualifiant l'équipe pour l'Euro 2022. C'est la première fois que l'Irlande du Nord se qualifie pour un tournoi international majeur.

### Vie privée
Elle est mariée à Harry Watling, entraîneur du club de Hartford Athletic en USL Championship. La nord-irlandaise est une cousine de l'actrice d'EastEnders Jacqueline Jossa.